# Kumulanta
Kumulanta n-tega reda slučajne spremenljivke X je v teoriji verjetnosti in statistiki določena z logaritmom funkcije, s pomočjo katere lahko generiramo momente porazdelitve. n-ti odvod je kumulanta n-tega reda. Kumulante se uporabljajo podobno kot momenti verjetnostne porazdelitve. Obe skupini vrednosti sta si po uporabi ekvivalentni. Je pa uporaba kumulant včasih bolj enostavna kot uporaba momentov. Kumulanto n-tega reda označimo s {\displaystyle \mathbf {\kappa } }n. 

## Definicija
Funkcija, ki omogoča izračunavanje kumulant, se označuje z g(t):
{\displaystyle g(t)=\log(E(e^{tX}))=\sum _{n=1}^{\infty }\kappa _{n}{\frac {t^{n}}{n!}}=\mu t+\sigma ^{2}{\frac {t^{2}}{2}}+\cdots .}
n-ti odvod funkcije g(t) je kumulanta n-tega razreda ali 
{\displaystyle {\begin{aligned}\kappa _{1}&=\mu =g'(0),\\\kappa _{2}&=\sigma ^{2}=g''(0),\\&\vdots \\\kappa _{n}&=g^{(n)}(0).\end{aligned}}}
Funkcijo je prvi uvedel danski astronom in matematik Thornwald Nicolai Thiele (1838 -1910).

## Lastnosti
Invariantnost na premik:
- {\displaystyle \kappa _{1}(X+c)=\kappa _{1}(X)+c\,}
- {\displaystyle \kappa _{n}(X+c)=\kappa _{n}(X)\,} za n ≥ 2

kjer je c konstanta
Homogenost: 
{\displaystyle \kappa _{n}(cX)=c^{n}\kappa (X)\,}
Aditivnost:
{\displaystyle \kappa _{n}(X+Y)=\kappa _{n}(X)+\kappa _{n}(Y)\,}

## Kumulante kot funkcije momentov
Navedenih je nekaj povezav med momenti in kumulantami:
{\displaystyle \kappa _{1}=m_{1}=\mu _{1}\,}
{\displaystyle \kappa _{2}=m_{2}-m_{1}^{2}=\mu _{2}\,}
{\displaystyle \kappa _{3}=m_{3}-2m_{2}m_{1}+2m_{1}^{3}=\mu _{3}\,}
{\displaystyle \kappa _{4}=m_{4}-4m_{3}m_{1}-3m_{2}^{2}+12m_{2}m_{1}^{2}-6m_{1}^{4}=\mu _{4}-3\mu _{2}^{2}\,}
{\displaystyle \kappa _{5}=m_{5}+5m_{1}(6m_{2}^{2}-m_{4})-10m_{3}m_{2}+20m_{3}m_{1}^{2}-60m_{2}m_{1}^{3}+24m_{1}^{5}=\mu _{5}-10\mu _{2}\mu _{3}\,}

## Kumulante nekaterih diskretnih porazdelitev
Izrojena porazdelitev (konstantna slučajna spremenljivka) pri kateri je X = 1. Zanjo velja g '(t) = 1.
Prva kumulanta κ1 = 1, ostale kumulante κ2, κ3, … so nič.
Bernoullijeva porazdelitev
Če je p = 1, potem velja, da imamo konstantno naključno spremenljivko z X = 1.

Odvod funkcije g(x) je enak g '(t) = ((p −1−1)•e−t + 1)−1.
Prvi dve kumulanti sta:
- κ1 = g '(0) = p in
- κ2 = g ' '(0) = p•(1 − p) .

Vsako naslednjo kumulanto lahko izračunamo iz obrazca
{\displaystyle \kappa _{n+1}=p(1-p){\frac {d\kappa _{n}}{dp}}.\,}

Geometrična porazdelitev

Odvod funkcije g(x) je enak g '(t) = ((1 − p)−1•e−t − 1)−1.
Prvi kumulanti sta
- κ1 = g '(0) = p−1 − 1,
- κ2 = g ' '(0) = κ1•p − 1.

Poissonova porazdelitev

Prvi odvod funkcije g(x) je enak g '(t) = μ•et. 
Vse kumulante so enake: κ1 = κ2 = κ3 = ...= μ.